# Chloralose
Chloralose (còn gọi là α-chloralose) là một avicide, và một rodenticide sử dụng để diệt chuột trong nhiệt độ dưới 15   °C. Nó cũng được sử dụng rộng rãi trong khoa học thần kinh và thú y như một thuốc gây mê và thuốc an thần.
Về mặt hóa học, nó là một dẫn xuất acetal clo hóa của glucose.
Nó được liệt kê trong Phụ lục I của Chỉ thị 67/548 / EEC với phân loại Có hại (Xn)
Chloride tạo ra các hành động giống như barbiturat đối với việc truyền synap trong não, bao gồm các tác dụng mạnh ở các thụ thể ức chế γ-aminobutyric loại A (GABAA). Một đồng phân cấu trúc của chloralose, β-chloralose (còn gọi là parachloralose trong văn học trở lên), không hoạt động như một chất điều biến GABAA và cũng như một chất gây mê toàn thân.